# Сам Милър
Сам Милър (на английски: Sam Millar) е северноирландски драматург и писател на произведения в жанра трилър.

## Биография и творчество
Сам Милър е роден през 1955 г. в Белфаст, Северна Ирландия. Има 2 братя и 3 сестри. Напуска училище на 15 години и работи в кланница.
С брат си стават свидетели на жестоките събития, наречени „Кървавата неделя“ през 1972 г. в Дери, което води до неговата радикализация. Участва в дейностите на IRA, за което неколкократно е осъждан – за подготовка на атентат (1973) и за притежание на експлозиви (1976). Излежава втората си присъда в затвора „Лонг Кеш“, където през 1981 г. участва в обща гладна стачка на членове на IRA с цел признаването им за политически затворници.
След освобождаването си емигрира в САЩ през 1984 г. Живее близо до Ню Йорк и си изкарва прехраната като уличен продавач, дилър и портиер, и отваря собствен магазин за комикси.
През 1993 г. е съучастник в обир на 7,2 млн. долара от брониран автомобил на компания „Brink's“ в Рочестър. В него са намерени част от откраднатите пари и той е осъден на 5 години затвор. След 16 месеца е помилван он президента Бил Клинтън и е преместен в Белфаст по споразумение между САЩ и Северна Ирландия, за да изтърпи оставащата си присъда.
Освободен е през 1997 г. и започва да пише. През 1998 г. разказът му „Rain“ получава наградата „Брайън Мур“.
Първият му трилър „Dark Souls“ (Тъмни души) е издаден през 2003 г.
Първият му автобиографичен роман е „On the Brinks“ (На ръба на пропастта) е публикуван през 2003 г. Той става бестселър и е планиран от „Уорнър Брос“, но по политически причини не е екранизиран. През 2014 г. е издадена разширена версия на романа.
Популярна става поредицата му трилъри „Карл Кейн“, в който главният герой, частният детектив Карл Кейн от Белфаст, рискува живота си, за да открие извършителите на поредица убийства.
Носител е на наградите „Ейслинг“, „Мартин Хийли“ и „Корк личеръри ревю“.
Сам Милър живее със семейството си в Северен Белфаст.

## Произведения

### Самостоятелни романи
- On the Brinks (2003) – автобиографичен
- Dark Souls (2003)
- The Redemption Factory (2005)
- The Darkness of Bones (2006)
- Black's Creek (2014)
- The Bespoke Hitman (2018)

### Серия „Карл Кейн“ (Karl Kane)
1. Bloodstorm (2008)
2. The Dark Place (2009)
Тъмното място, изд.: ИК „Персей“, София (2012), прев. Емил Минчев
3. Dead Of Winter (2012)
4. Past Darkness (2015)